# Linda Berntsson
Linda Berntsson, född 1 maj 1987 i Colombia, är en svensk friidrottare (längdhopp och kortdistanslöpning). 
Berntsson hade under 2005 stora framgångar och vann bland annat två inomhus-JSM-guld. I stora SM tog hon en hedrande fjärdeplats i längdhopp och kvalificerade sig med resultatet 6,09 för deltagande i junior-EM i Kaunas i Litauen. Där gick hon vidare i kvalet med 5,95, men kom sedan på tolfte och sista plats i finalen med 5,84. Hon ingick också 2007 i Svenska Friidrottsförbundets satsning på unga talanger, Elitidrottsskolan.

## Personliga rekord
| Utomhus - 100 meter – 12,07 (Falun 13 augusti 2004) - 100 meter häck – 14,71 (Uddevalla 1 augusti 2004) - Längdhopp – 6,15 (Monachil, Spanien 10 juli 2010) - Längdhopp – 6,13 (Genève, Schweiz 11 juni 2006) - Längdhopp – 6,20 (medvind) (Malmö 3 augusti 2009) | Inomhus - 60 meter – 7,58 (Göteborg 25 februari 2005) - Längdhopp – 5,95 (Malmö 28 januari 2007) |

### Fotnoter
1. ↑  ”Tävlingsårsskiftesövergångar 15 november 2006”. friidrott.se. 21 oktober 2006. Arkiverad från originalet den 24 november 2016. https://web.archive.org/web/20161124222919/http://www.friidrott.se/forbundsinfo/overgangar/arsskifte0607.aspx. Läst 24 november 2016.
2. ↑  ”Stora SM 2007”. trackandfield.se. Arkiverad från originalet den 4 maj 2013. https://archive.is/20130504152109/http://www.proteamonline.se/storage/customers/978/editor/resultat%20sm%20i%20friidrott%202007.html. Läst 19 april 2013.
3. ↑  ”Stora SM 2009”. Arkiverad från originalet den 8 november 2015. https://archive.is/20151108174509/http://web.archive.org/web/20091213202749/http%3A//88.131.109.176/folksam/sm09/resultat.php. Läst 23 april 2013.
4. ↑  ”Stora inne-SM 2008, resultat” (pdf). mai.se. Arkiverad från originalet den 14 april 2015. https://web.archive.org/web/20150414002300/http://www.mai.se/resultat/resultat_inne-sm_2008.pdf. Läst 11 april 2015.
5. 1 2 3 4 5 6 7  ”Personsida på AllAthletics” (på engelska). all-athletics.com. Arkiverad från originalet den 25 november 2016. https://web.archive.org/web/20161125044056/http://www.all-athletics.com/node/148119. Läst 24 november 2016.
6. ↑  ”Ungdom på språng: Linda Berntsson!”. friidrott.se. 30 april 2002. Arkiverad från originalet den 12 december 2016. https://web.archive.org/web/20161212230759/http://www.friidrott.se/nyheter.aspx?id=1635. Läst 24 november 2016.
7. ↑  ”European Athletics U20 Championships - Kangas 2005” (på engelska). european-athletics.org. http://www.european-athletics.org/competitions/european-athletics-u20-championships/history/year=2005/results/index.html#. Läst 18 november 2017.
8. ↑  ”Team Eniro - Elitidrottsskolan”. friidrott.se. Arkiverad från originalet den 1 december 2017. https://web.archive.org/web/20171201042214/http://www.friidrott.se/elit/eis/elitidrottsskolan07.aspx. Läst 26 november 2017.
9. ↑  ”Personsida hos IAAF” (på engelska). iaaf.org. https://www.iaaf.org/athletes/sweden/linda-berntsson-225825. Läst 24 november 2016.